# Vila Faia (1982)
Vila Faia é a primeira telenovela portuguesa. Foi transmitida na RTP1 entre 10 de maio e 28 de setembro de 1982 em horário nobre. A realização esteve a cargo de Nuno Teixeira e, o argumento a cargo de  João Alves da Costa e do seu mestre Francisco Nicholson. Foi substituída por Origens na grelha da RTP1.

## Sinopse
Gonçalo Marques Vila (Rui de Carvalho) é o proprietário de uma marca de vinhos muito conceituada a nível nacional intitulada de Vila Faia, cujo vinho é produzido pela Sociedade Vinícola Marques Vila, Lda.. Nesta empresa trabalham a secretária Inês Brisar (Helena Isabel), esposa do famoso crítico de arte Bruno Brisar (Vítor de Sousa), Mariano Valente (Carlos César), funcionário da empresa praticamente desde a sua fundação, José Balhão, mais conhecido por Zé Balhão (António Montez), o encarregado das caves dos vinhos, o Guarda Eduardo (Cunha Marques), o guarda-nocturno da empresa e, por fim, os motoristas Camacho (Jorge Nery), Rafael (João de Carvalho) e João Godunha (Nicolau Breyner).
João Godunha é um homem que vive sozinho. Perdeu a sua mãe quando era miúdo e foi com o pai para a América trabalhar como estivador. O seu pai não suportou a carga de trabalho tendo falecido. Assim, João foi para a profissão de pugilista devido ao facto de ser forte e ter muito cabedal. Mas João conhece a face mais negra do boxe, pois torna-se num pugilista de carreira que não pode perder. Numa luta, sem querer, mata um rival no ringue e foge para África onde fica durante 14 anos ao fim dos quais volta a Portugal sem nada. É então através de anúncios nos jornais que encontra emprego como motorista na empresa Marques Vila, Lda. 
Gonçalo é filho da Sra. Dª. Efigénia Augusta Marques Vila (Mariana Rey Monteiro) e é  casado com Beatriz (Rosa Lobato de Faria) de quem tem os filhos Pedro (Nuno Homem de Sá), Joana (Luísa Freitas) e Mariana (Paula Street). Gonçalo é um homem muito conservador mas é um bom gerente de renome nacional, pois é ele quem coordena os destinos da empresa na ausência da presidente da Administração que é a sua mãe, mulher de armas que nunca se deixou sucumbir ás vontades da sociedade e é a mais liberal de todos os membros da família. Gonçalo queria que o filho, Pedro, dirigisse os destinos da empresa só pelo facto de ser o único homem da família mas Pedro interessa-se mais pelo boxe embora com o tempo esse interesse se vá desvancendo. 
A família Marques Vila tem três criadas: Maria Ercília Palmeira, conhecida como D. Ercília (Adelaide João), Rita (Mafalda Drummond) e Lina (Isabel-Victoria da Motta). 
A família tem também vários amigos. Os amigos de Pedro são conhecidos do boxe, uma vez que Pedro foi pugilista durante algum tempo, embora contra a vontade do pai. um deles é o mecânico José Diniz Parreira mais conhecido apenas por Zé Diniz (Vítor Norte), homem pobre que mora na casa da mãe, Alice (Anna Paula) que é dona de um quiosque. Mais tarde Zé Diniz vem a apaixonar-se por Ana Marinhais (Filipa Trigo), a filha de Luísa  (Glória de Matos) e Nuno Marinhais (Varela Silva), amigos de longa data da família Marques Vila. Para além de Ana este casal possui ainda outros dois filhos: Manuel (Luís Esparteiro), encarregado dos fornecimentos das uvas para a empresa Marques Vila e Filipe (Manuel Ferreira Gomes). 
Manuel apaixona-se por Joana, que era considerada desequilibrada por toda a família com excepção de D. Efigénia que era a única que percebia que ela era, isso sim, inadaptada. 
Mariana é a rapariga séria da família, trabalha como tradutora e Gonçalo tem muita esperança que ela entre para a empresa. Mas Mariana tem um conflito dentro de si. É apaixonada por Miguel Andrade (Miguel Wahnon), marido da médica Madalena (Ana Zanatti), com quem tem uma filha, Cristina (Manuela Marle), grande amiga de Pedro e mais tarde sua namorada sendo que antes de isso acontecer Pedro se apaixona por Madalena . 
Pedro torna-se amigo de João Godunha, que por sua vez conhece, na tasca da Ti Ermelinda (Luísa Barbosa) que João frequenta assiduamente onde conheçe uma prostituta que esta última considera quase como que uma filha e ao qual só quer bem, Conceição, mais conhecida por Mariette (Margarida Carpinteiro) que é mãe de um menino adorável, Rui (Gonçalo Zanartu). Assim João e Mariette apaixonam-se.
Mas as coisas pioram de situação imediatamente:
- Gonçalo descobre que são enviados para o Brasil, país de exportação essencial para a sobrevivência da empresa, garrafas de vinho falsificado;
- Miguel vai-se embora e pede o divórcio a Madalena e Cristina ao saber do facto imediatamente culpa a mãe por tal ter acontecido saindo de casa e indo viver com uma amiga, Clarisse (Ana Filipe Nogueira);
- Mariana foge de casa e ninguem se apercebe disso apenas D. Ercilia.
- Luísa faz a vida negra aos seus filhos tentando mandar nas suas vidas;
- Eduardo e Zé Balhão são assassinados nas caves dos vinhos e João torna-se no principal suspeito por ter ameaçado matar Zé Balhão pelo que ele havia feito a Mariette.

Após os homicídios de Eduardo e Zé Balhão, entram em cena os agentes Silveira (Tozé Martinho) e Nunes (Gil António) juntamente com o Inspector Serôdio (Francisco Nicholson), encarregados de desvendarem este mistério que se torna conhecido como o Caso Marques Vila.

### Final
Cristina continua a morar na casa de Clarisse mas as relações más entre ela e Madalena começam a esfriar com o tempo, e com os conselhos de Pedro e Madalena, incluindo um colega de Madalena, o Dr. Diogo (João Perry), que se torna muito amigo de Madalena. Ermelinda tem um acidente na tasca e cruza-se com um sobrinho seu, o António, mais conhecido por Tó (António Feio), que quer roubar dinheiro à sua tia e ficar à frente da tasca para a transformar num snack-bar, coisa que não é bem vista por Ermelinda. Por precaução, ela encarrega João e Mariette de cuidar dos destinos da tasca. Depois Tó tenta roubar Mariette e agride-a violentamente. Com isso, Mariette vai para o hospital, e Madalena e Diogo descobrem uma coisa muito má: Mariette está gravemente doente, e a doença é incurável, levando-a inevitavelmente à morte. João quando sabe disso, não quer acreditar e pede ajuda ao Padre Sebastião, irmão de Efigénia, para preparar o casamento dele com a Mariette. O namoro de Joana e Manuel não é bem visto por Gonçalo porque este julga que Manuel é seu filho bastardo de Luísa, que depois conta-lhe que tal não é verdade e que ela fez isto para se vingar, pois Gonçalo e Luísa já foram namorados no passado antes dele se casar com Beatriz.

## Elenco
- Adelaide João[3] - Maria Ercília Palmeira (Ercília)
- Ana Luísa Reis - Ana (secretária nova)
- Ana Filipe Nogueira - Clarisse
- Ana Rita Costa - Colega de Cristina
- Ana Rita - Dulce
- Ana Zanatti[1] - Madalena Andrade
- Ana Pereira - Teresa Gomes
- Anna Paula - Alice Parreira
- António Feio - António (Tó)
- António Montez[1] - José (Zé) Balhão
- Asdrubal Teles Pereira - Vieira da Silva
- Carlos César[1] - Mariano Valente
- Carlos Vieira de Almeida - Agente Lino
- Clarisse Belo[5] - Arminda Gomes
- Cremilda Gil - Aurora
- Cristina Trovão - Fátima
- Curado Ribeiro[2] - Dr. Henrique Salema
- David Silva - Padre Sebastião
- Dorel Iacobescu - Carlo Dorelli
- Eduardo Viana - Dr. Dimas
- Fernanda Coimbra - Zulmira
- Filipa Trigo - Ana Marinhais
- Francisco Nicholson - Inspector Alberto Serôdio
- Gil António - Agente Nunes
- Glória de Matos[1] - Luísa Marinhais
- Gonçalo Zanartu - Rui
- Helena Isabel[1] - Inês Brisar
- Isabel-Victoria da Motta - Virgulina (Lina)
- Isabel Franqueira - Gigi
- João de Carvalho - Rafael
- João Perry[2][6] - Dr. Diogo Castro
- Jorge Nery - Camacho
- José Luís Peres - António Canaveiro (motorista dos Marques Vila)
- Luís Esparteiro[2] - Manuel Marinhais
- Luísa Barbosa - Maria Ermelinda (Ti Ermelinda)
- Luísa Freitas - Joana Marques Vila
- Luísa Roubaud - 2ª rapariga da leitaria
- Mafalda Drummond - Rita Xavier
- Magda Cardoso - Anabela de Castro
- Manuel Ferreira Gomes - Filipe Marinhais
- Manuela Marle - Cristina Andrade
- Margarida Carpinteiro[1][3] - Mariette (Conceição)
- Maria Beatriz Carneiro de Sousa - Maria
- Maria Salomé Guerreiro - Lúcia Valente
- Mariana Rey Monteiro[2] - Efigénia Augusta Lorena Marques Vila
- Mário Sargedas - Gonzaga e Cunha
- Miguel Wahnon - Miguel Andrade
- Nicolau Breyner[1][7][8] - João Godunha
- Nuno Homem de Sá[3] - Pedro Marques Vila
- Paula Guedes - Laura Afonso
- Paula Street - Mariana Marques Vila
- Philippe Marle - Robert
- Pinheiro da Silva - Agente A
- Rita Oliveira - Celeste
- Rodrigo G. da Silva - Hugo Marinhais
- Rosa Lobato de Faria[9] - Beatriz Marques Vila
- Ruy de Carvalho - Gonçalo Marques Vila
- Saul Santos - Ricardo
- Tozé Martinho - Chefe de Brigada João Silveira
- Varela Silva[2] - Nuno Marinhais
- Vítor Norte[1] - José "Zé" Diniz Parreira
- Vítor de Sousa - Bruno Brisar

Elenco Adicional / Participações Especiais
- Aníbal Coelho - Fernando
- António Aldeia - Sobrinho da Ti Ermelinda
- António Rocha - Atirador que dispara e mata Mariano
- Baptista Fernandes - Eurico Laskaris
- Carlos Areia - Colega de Zé Diniz
- Cunha Marques - Guarda Eduardo
- José Eduardo - Dr. Fernando António Ramos
- Cristina Oliveira - Empregada do restaurante onde Godunha vai almoçar
- Nuno Melo - Cliente da tasca da Ti Ermelinda
- Paula Ferreira - Enfermeira Diana
- Ricardo Ferraz - Como ele próprio
- Rogério Samora - Jornalista do «Correio da Manhã»
- Sofia Nicholson - Cliente da Tasca da Ti Ermelinda
- Virgílio Castelo - Pedro Castella

## Curiosidades
- Francisco Nicholson substituiu Odette de Saint-Maurice depois da saída da escritora.
- A primeira coisa que surgiu na novela foi a música. Thilo e Nicolau estavam a tocar umas coisas no piano e Nicolau comentou que uma das músicas era boa para uma novela o que veio a acontecer quando fizeram "Vila Faia"[10].
- A novela esteve para chamar-se João Godunha, mas à última hora o nome foi mudado para Vila Faia.
- Esta telenovela foi a primeira feita em Portugal, exibida entre 10 de Maio e 28 de Setembro de 1982, no horário das 20h30, em pleno horário nobre, logo a seguir ao «Telejornal». Apesar da falta de meios para a realização de uma novela, o sucesso foi tal, de maneira a que aquando da exibição do último episódio, que aconteceu na terça-feira, dia 28 de Setembro de 1982, às 21 e 10, a seguir à rubrica "Vamos Jogar no Totobola", no «Telejornal», às 20 e 30, o Presidente da Administração da RTP e o Presidente da República General Ramalho Eanes elogiaram o facto de ser produzida pela primeira vez uma produção portuguesa neste género.
- As personagens que ficaram mais na memória dos espectadores foram o João Godunha, desempenhado pelo director de actores da novela, Nicolau Breyner, a Mariette, desempenhada por Margarida Carpinteiro, o vilão Mariano Valente, desempenhado por  Carlos César, a velha D. Efigénia, desempenhado pela Mariana Rey Monteiro e o seu filho, o Gonçalo Marques Vila, desempenhado por Ruy de Carvalho, não esquecendo o desempenho dos estreantes Manuela Marle, Paula Street, Luís Esparteiro, etc.
- Muitos criticavam o facto de Mariana Rey Monteiro usar bengala, pois na opinião dos críticos, a actriz não era assim tão velha mas depois os autores justificaram por causa de Efigénia ter sido alvo de um acidente num passeio a cavalo.
- A novela tem apenas 100 episódios. O capítulo 89, onde Mariette e João Godunha se casavam, foi o mais visto e o mais polémico, pois foi criticado o facto de Efigénia (senhora da alta sociedade) estar num casamento ao lado de duas "mulheres da vida". Ainda pior foi no episódio 90, em que Mariette faleceu, provocando a indignação de muitos espectadores, mas não prejudicando o sucesso da novela.
- O sucesso da telenovela deu a entender que seria possível continuar a fazer este género de produção por isso logo no fim anunciou-se a realização de uma nova telenovela, «Origens», que não teve tanto sucesso como Vila Faia, chegando a perder telespectadores para o 2º canal.
- A novela foi reexibida na RTP1 em 1983 no horário das 12h30, antes do «Jornal da Tarde», em 1989 no horário a seguir ao «Jornal da Tarde», em 1993 nas primeiras emissões da RTP Internacional, em 2000 na RTP2 e desde 2004 regularmente na RTP Memória.
- Em 2008 foi feita uma adaptação da história em "Vila Faia".
- Foi lançada uma revista dedicada à novela como era habitual na época. Também se produziram os vinhos "Vila Faia".